# Gli innocenti
Gli innocenti (Drabet) è un film del 2005 diretto da Per Fly.
Il film conclude una trilogia sulle classi sociali, iniziata con Bænken (2000) e proseguita con L'eredità (2003).
Il film è stato presentato in concorso al Festival Internazionale del Cinema di San Sebastián, dove due anni prima l'opera precedente di Fly, L'eredità, aveva vinto il premio per la miglior sceneggiatura.

## Riconoscimenti
- 2006 - Premi Bodil
  - Miglior film
  - Miglior attore (Jesper Christensen)
  - Migliore attrice non protagonista (Charlotte Fich)
- Premi Robert 2006
  - Miglior regista
  - Migliore attrice non protagonista (Charlotte Fich)
  - Migliore colonna sonora
- 2005 - Nordic Council Film Prize